# Krzysztof Kostyrko
Krzysztof Kostyrko (ur. 2 lipca 1931 w Wyknie, zm. 28 grudnia 2015 w Poznaniu) – polski działacz partyjny i kulturalny, dyplomata, dziennikarz oraz historyk sztuki, nauczyciel akademicki, chargé d’affaires a.i. ambasady PRL w Belgradzie (1986–1987).

## Życiorys
Syn leśnika Henryka i Teofili. Jego dziadek Stanisław Peck był powstańcem styczniowym, zaś babka Zofia Kostyrko prowadziła pensję dla dziewcząt. Od 1948 do 1955 należał do Związku Młodzieży Polskiej (m.in. jako przewodniczący koła). Ukończył filozofię na Uniwersytecie Warszawskim i historię sztuki na Uniwersytecie Poznańskim. W 1973 obronił doktorat nauk humanistycznych na Uniwersytecie Mikołaja Kopernika w Toruniu. Specjalizował się w zakresie historii sztuki, socjologii i kulturoznawstwa. Pracował początkowo jako asystent w Muzeum Narodowym w Poznaniu (1951–1953) i asystent na jednej z uczelni w Poznaniu (1953–1955). W latach 1965–1974 był redaktorem naczelnym miesięcznika „Nurt”, następnie w latach 70. kierował czasopismem „Sztuka”. W 1977 został starszym wykładowcą w nowo utworzonym Instytucie Kulturoznawstwa Uniwersytetu im. Adama Mickiewicza, od 1977 do 1978 kierował tym instytutem. Wykładał także na Państwowej Wyższej Szkole Sztuk Plastycznych w Poznaniu. Autor publikacji, wystąpień i omówień związanych zwłaszcza z malarstwem, oraz książek i publikacji naukowych. Zajmował się animacją kultury i teorią sztuki, był inicjatorem Kongresu Amatorskiego Ruchu Artystycznego.
W 1952 wstąpił do Polskiej Zjednoczonej Partii Robotniczej, w latach 50. wchodził w skład egzekutyw POP PZPR w Poznaniu i Warszawie. W latach 1959–1965 zastępca kierownika Wydziału Kultury i Propagandy Komitetu Wojewódzkiego PZPR w Poznaniu. Później był zastępcą (1978–1982) i kierownikiem (1982–1983) Wydziału Kultury Komitetu Centralnego PZPR. Od 1984 do 1988 pozostawał pierwszym radcą ambasady PRL w Belgradzie, w tym od 1 marca 1986 do 19 stycznia 1987 jako chargé d’affaires ad interim. W latach 90. przeszedł na emeryturę, udzielając się jako publicysta i autor artykułów naukowych. Jeden z członków-założycieli Stowarzyszenia Marksistów Polskich w marcu 1990.

## Życie prywatne
Był żonaty z filozof Teresą, mieli synów Andrzeja i Tomasza. 7 stycznia 2016 pochowany na cmentarzu Junikowo w Poznaniu.